# Tauxigny-Saint-Bauld
Tauxigny-Saint-Bauld [toksiɲi sɛ̃ bo] est une commune française du département d'Indre-et-Loire, en région Centre-Val de Loire.

## Géographie
| Saint-Branchs | Cormery              | Courçay           |
| Louans        | Tauxigny-Saint-Bauld | Reignac-sur-Indre |
| Le Louroux    | Manthelan            | Dolus-le-Sec      |

### Hydrographie

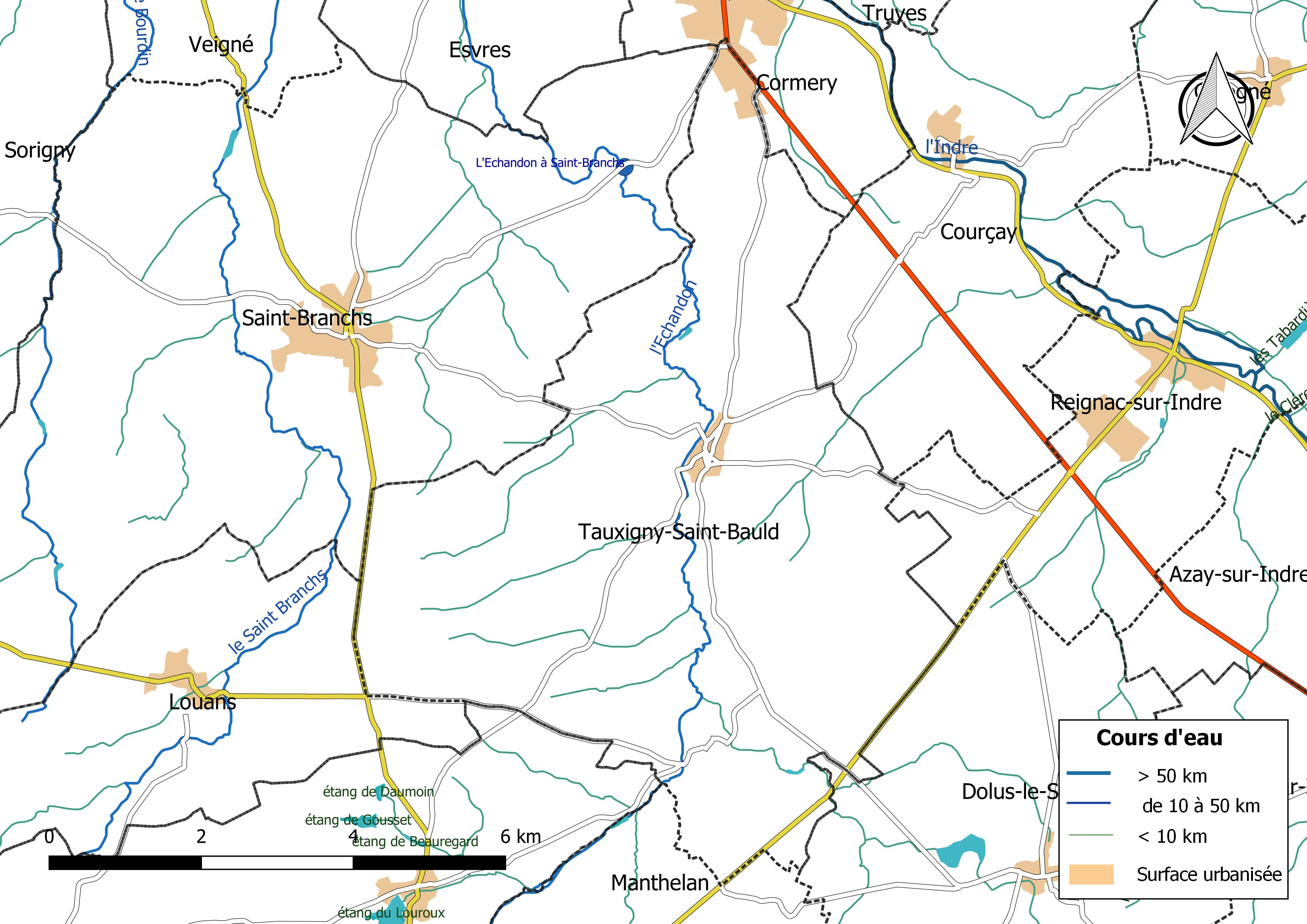
Réseau hydrographique de Tauxigny-Saint-Bauld.

Le réseau hydrographique communal, d'une longueur totale de 25,67 km, comprend un cours d'eau notable, l'Échandon (7,552 km), et neuf petits cours d'eau,.
L'Échandon, d'une longueur totale de 25,7 km, prend sa source dans la commune de Manthelan, traverse la commune du sud au nord à partir du Gué de Prés Longs jusqu'au hameau de Richêne et se jette  dans l'Indre à Esvres, après avoir traversé 6 communes. La station hydrométrique de Saint-Branchs  permet de caractériser les paramètres hydrométriques de l'Échandon. Le débit mensuel moyen (calculé sur 51 ans pour cette station) varie de 0,15 m3/s au mois d'août à 1,41 m3/s au mois de février. Le débit instantané maximal observé sur cette station est de 55 m3/s le 7 juillet 1977, la hauteur maximale relevée a été de 3,01 m ce même jour,. Ce cours d'eau est classé dans la liste 1 au titre de l'article L. 214-17 du code de l'environnement sur le Bassin Loire-Bretagne. Du fait de ce classement, aucune autorisation ou concession ne peut être accordée pour la construction de nouveaux ouvrages s'ils constituent un obstacle à la continuité écologique et le renouvellement de la concession ou de l'autorisation des ouvrages existants est subordonné à des prescriptions permettant de maintenir le très bon état écologique des eaux. Sur le plan piscicole, l'Échandon est classé en deuxième catégorie piscicole. Le groupe biologique dominant est constitué essentiellement de poissons blancs (cyprinidés) et de carnassiers (brochet, sandre et perche).
Deux zones humides ont été répertoriées sur la commune par la direction départementale des territoires (DDT) et le Conseil départemental d'Indre-et-Loire, : « la vallée de l'Echandon, de Saint-Bauld à la confluence » et « la vallée du Ruisseau de Montant de Montant à la confluence avec l'Échandon ».

### Climat
Pour des articles plus généraux, voir Climat du Centre-Val de Loire et Climat d'Indre-et-Loire.
En 2010, le climat de la commune est de type climat océanique dégradé des plaines du Centre et du Nord, selon une étude du CNRS s'appuyant sur une série de données couvrant la période 1971-2000. En 2020, Météo-France publie une typologie des climats de la France métropolitaine dans laquelle la commune est exposée à un climat océanique altéré et est dans la région climatique  Moyenne vallée de la Loire, caractérisée par une bonne insolation (1 850 h/an) et un été peu pluvieux. 
Pour la période 1971-2000, la température annuelle moyenne est de 11,3 °C, avec une amplitude thermique annuelle de 15 °C. Le cumul annuel moyen de précipitations est de 711 mm, avec 10,9 jours de précipitations en janvier et 6,7 jours en juillet. Pour la période 1991-2020, la température moyenne annuelle observée sur la station météorologique de Météo-France la plus proche, « Reignac », sur la commune de Reignac-sur-Indre à 7 km à vol d'oiseau, est de 12,1 °C et le cumul annuel moyen de précipitations est de 668,5 mm,. Pour l'avenir, les paramètres climatiques de la commune estimés pour 2050 selon différents scénarios d'émission de gaz à effet de serre sont consultables sur un site dédié publié par Météo-France en novembre 2022.

## Urbanisme

### Typologie
Au 1er janvier 2024, Tauxigny-Saint-Bauld est catégorisée commune rurale à habitat dispersé, selon la nouvelle grille communale de densité à sept niveaux définie par l'Insee en 2022.
Elle est située hors unité urbaine. Par ailleurs la commune fait partie de l'aire d'attraction de Tours, dont elle est une commune de la couronne,. Cette aire, qui regroupe 162 communes, est catégorisée dans les aires de 200 000 à moins de 700 000 habitants,.

### Risques majeurs
Le territoire de la commune de Tauxigny-Saint-Bauld est vulnérable à différents aléas naturels : météorologiques (tempête, orage, neige, grand froid, canicule ou sécheresse) et séisme (sismicité faible). Un site publié par le BRGM permet d'évaluer simplement et rapidement les risques d'un bien localisé soit par son adresse soit par le numéro de sa parcelle.

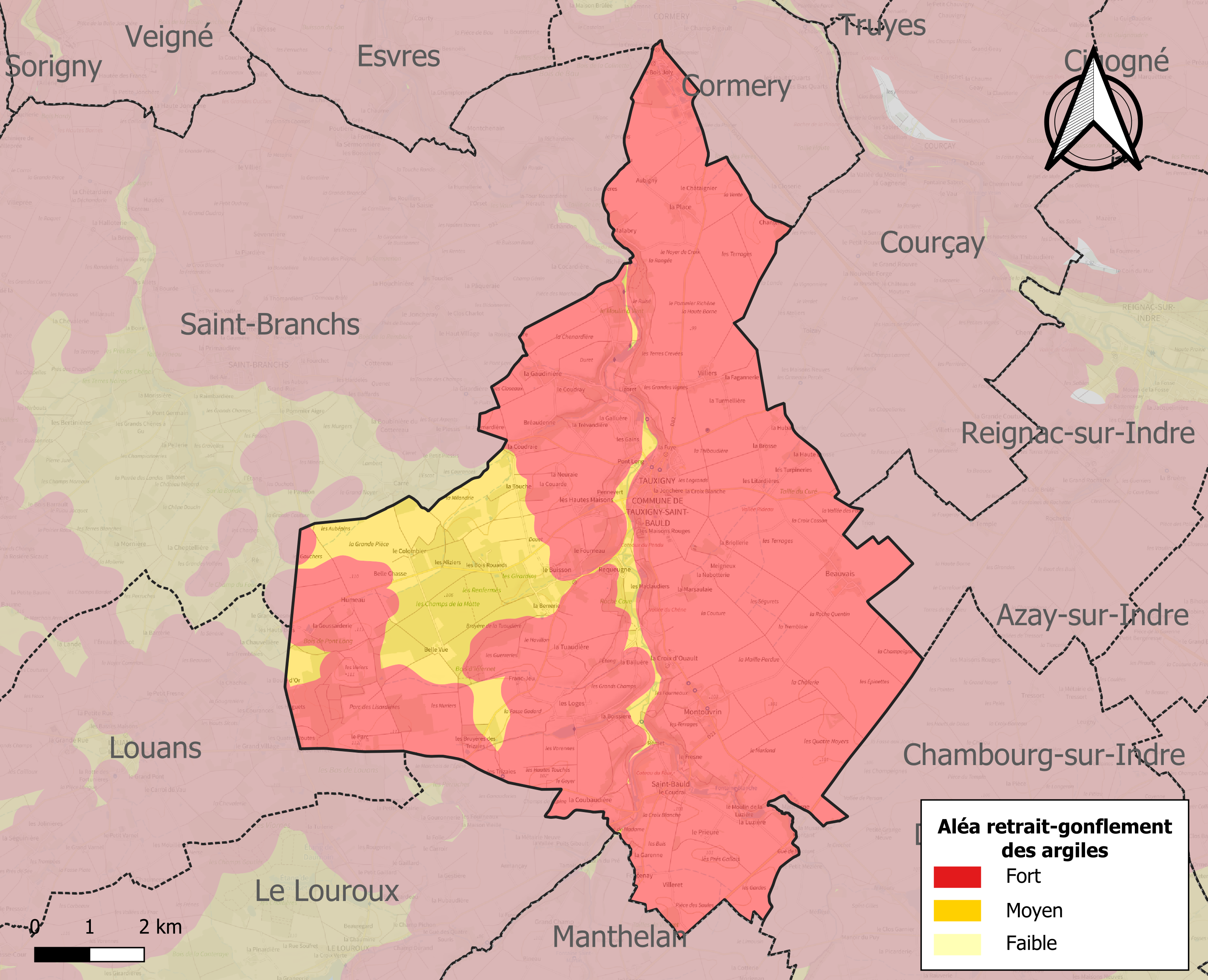
Carte des zones d'aléa retrait-gonflement des sols argileux de Tauxigny-Saint-Bauld.

Le retrait-gonflement des sols argileux est susceptible d'engendrer des dommages importants aux bâtiments en cas d’alternance de périodes de sécheresse et de pluie. La totalité de la commune est en aléa moyen ou fort (90,2 % au niveau départemental et 48,5 % au niveau national). Sur les 734 bâtiments dénombrés sur la commune en 2019, 734 sont en aléa moyen ou fort, soit 100 %, à comparer aux 91 % au niveau départemental et 54 % au niveau national. Une cartographie de l'exposition du territoire national au retrait gonflement des sols argileux est disponible sur le site du BRGM,.
Concernant les mouvements de terrains, la commune a été reconnue en état de catastrophe naturelle au titre des dommages causés par la sécheresse en 1989, 1990, 2003 et 2005 et par des mouvements de terrain en 1999.

## Histoire
Créée par un arrêté du préfet d'Indre-et-Loire du 11 septembre 2017, elle regroupe les anciennes communes de Tauxigny et de Saint-Bauld à compter du 1er janvier 2018.

## Politique et administration

### Conseil municipal
Jusqu'aux prochaines élections municipales de 2020, le conseil municipal de la nouvelle commune est constitué de tous les conseillers municipaux issus des conseils des anciennes communes. Le maire de chacune d'entre elles devient maire délégué.
| Nom              | Code Insee | Code postal | Superficie (km2) | Population (dernière pop. légale) | Densité (hab./km2) | Modifier                                    |
| ---------------- | ---------- | ----------- | ---------------- | --------------------------------- | ------------------ | ------------------------------------------- |
| Tauxigny (siège) | 37254      | 37310       | 36,83            | 1 403 (2015)                      | 38                 | modifier les données · modifier les données |
| Saint-Bauld      | 37209      | 37310       | 4,11             | 196 (2015)                        | 48                 | modifier les données · modifier les données |

### Liste des maires
| Période | Période                       | Identité         | Étiquette | Qualité |
| ------- | ----------------------------- | ---------------- | --------- | ------- |
| 2018    | En cours (au 23 janvier 2024) | Jean-Louis Robin | DVD       |         |

## Population et société

### Démographie
L'évolution du nombre d'habitants est connue à travers les recensements de la population effectués dans la commune depuis sa création.

En 2022, la commune comptait 1 683 habitants, en évolution de +1,08 % par rapport à 2016 (Indre-et-Loire : +1,67 %, France hors Mayotte : +2,11 %).
| 2015  | 2020  | 2022  |
| ----- | ----- | ----- |
| 1 599 | 1 703 | 1 683 |

### Enseignement
Tauxigny-Saint-Bauld se situe dans l'Académie d'Orléans-Tours (Zone B) et dans la circonscription de Saint Avertin.
L'école primaire Genevoix accueille les élèves de la commune.

## Culture locale et patrimoine

### Lieux et monuments
- Château de Fontenay-Isoré